# ポエトリーリーディング
ポエトリーリーディング（英語: poetry reading）は、主に詩人が自作の詩を読み上げる行為を指す。20世紀後半からはライブハウスなどの会場で詩を朗読するパフォーマンスを意味する場合もある。

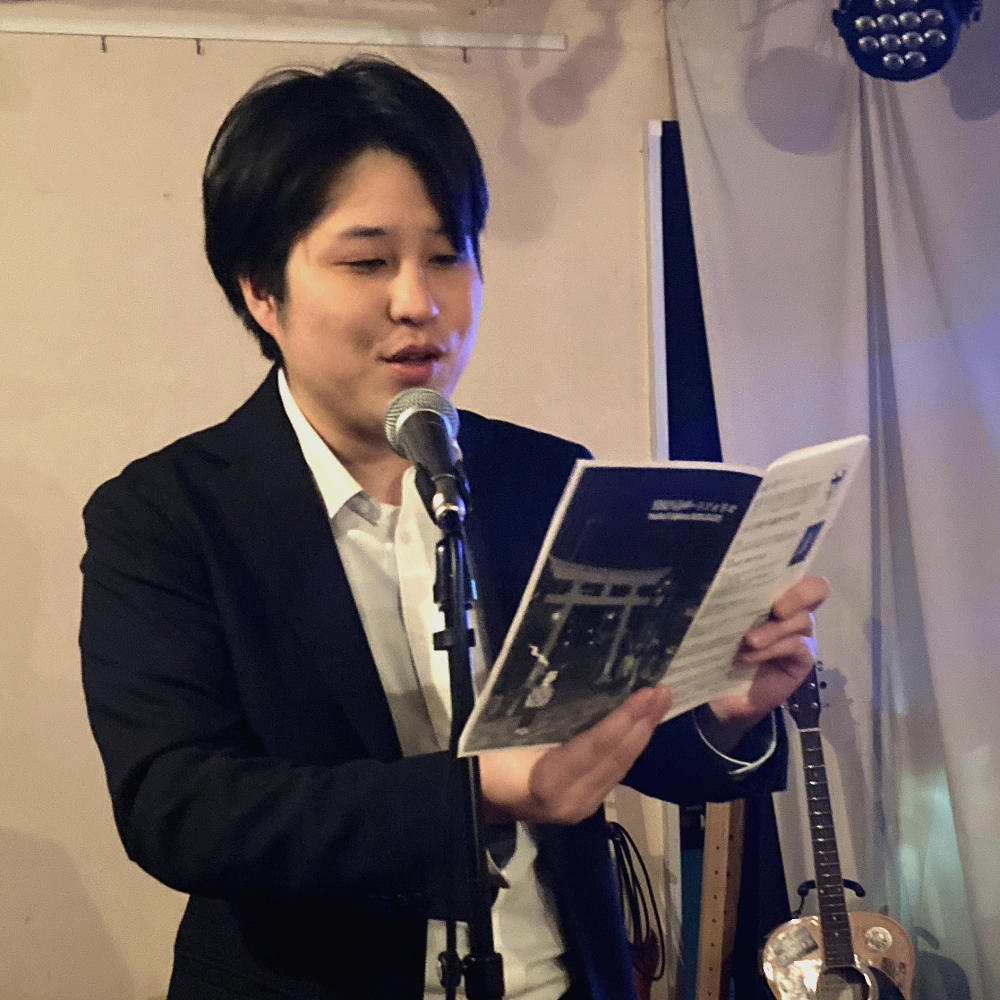
ポエトリーリーディングを行う詩人

## 歴史
ポエトリーリーディングで詩を読む際には、「間（ま）」も明確になるよう心掛けられる。アメリカ合衆国のニューヨークを中心にした東海岸においては1950年代以降、ジャック・ケルアックやアレン・ギンズバーグ、ウィリアム・バロウズに代表されるビートニクと呼ばれた詩人、小説家の朗読形態がポエトリーリーディングの中心となった。マンハッタンのローワー・イースト・サイドにあるセント・マークス教会やニューヨリカン・ポエトリーカフェなどでは、職業詩人のほか、一般市民が自作の詩を詠む姿が見られる。一方、アメリカ西部からヨーロッパにおいては、演出を凝らした形態のものも見受けられる。アフロアメリカンのポエトとしては、マヤ・アンジェルー、アミリ・バラカらがいた。さらに、ザ・ラスト・ポエッツ、ギル・スコット・ヘロン、UKレゲエ系のポエト、リントン・クウェシ・ジョンソンは、ポエトと音楽の両面で活躍した。
日本においては、1960年代以降に白石かずこ、谷川俊太郎、吉増剛造などの詩人が、オープンマイク、フリースタイルのパフォーマンスを行い、ときには音楽家の生演奏とのコラボレーションも含めて活動した。1990年代以降は、他の芸術ジャンルとのコラボレーションが盛んになり、ラップの流行からの影響を受けたほか、1997年に詩の閉鎖性を打破しようと楠かつのりが始めた「詩のボクシング」は、2010年代の日本国内でのポエトリースラム等のトーナメント形式のリーディングの浸透につながった。日本のポエトリーリーディングの人物・団体としては、福島泰樹、ドリアン助川と叫ぶ詩人の会、Snu-pay Pants、不可思議/wonderboy、クリトリック・リスなどもあげられる。